# Suzanne Webb
Suzanne Webb (née le 4 février 1966) est une femme politique britannique du Parti conservateur. Elle est députée pour Stourbridge de 2019 à 2024. Elle est la secrétaire privée parlementaire (SPP) du ministère du Commerce international et des Femmes et de l'Égalité.

## Jeunesse et carrière
Webb est née à Sutton Coldfield et fait ses études jusqu'au niveau universitaire. Avant de devenir députée, elle travaille pour un fournisseur mondial de logistique pendant 29 ans, dernièrement à un poste de direction. Au cours des 15 dernières années de sa carrière, elle travaille dans l'audit et la sécurité, accompagnant les investissements de projets de grandes entreprises et travaillant sur les marchés mondiaux.

## Carrière politique
Webb est élue conseillère du Parti conservateur pour le quartier de Castle Vale au conseil municipal de Birmingham le 3 mai 2018. Son mandat expire en 2022. Elle s'était déjà présentée comme candidate conservatrice du quartier Sutton Vesey en 2016. Elle s'est également présentée comme candidate aux élections du Parlement européen de 2019 pour les West Midlands.
En 2019, Webb est élue présidente régionale des West Midlands des conservateurs. Elle fait également partie de l'équipe de campagne d'Andy Street pour l'élection du maire des West Midlands en 2017.
En novembre 2019, Webb est investie comme candidate pour Stourbridge après que la titulaire, Margot James, ait annoncé qu'elle ne se présenterait pas aux prochaines élections. Le siège, qui est détenu par les conservateurs depuis 2010, est conservé par Webb,.
Elle est nommée secrétaire privée parlementaire au ministère du Commerce international et des Femmes et Égalité en juin 2020. Elle est une fervente partisane d'une politique axée sur les friches industrielles en matière de développement .